# 上有住駅
上有住駅（かみありすえき）は、岩手県気仙郡住田町上有住にある、東日本旅客鉄道（JR東日本）釜石線の駅である。

## 歴史
花巻と釜石を結ぶ鉄道は東西両方から建設が行われ、西側は岩手軽便鉄道が、東側は釜石鉱山鉄道が存在していた。しかし、その中間にある仙人峠は険しく、直接鉄道で越えることができずに徒歩連絡が長く続けられていた。岩手軽便鉄道は国有化されて国鉄釜石線（釜石東線の開通により釜石西線）となり、また釜石鉱山鉄道と並行して国鉄釜石東線が建設された。残された仙人峠の区間は、釜石西線の終点の駅の1つ手前にある足ケ瀬駅で分岐して、栗ノ木峠の下を足ケ瀬トンネルでくぐり、土倉峠の下を土倉トンネルでくぐって仙人峠の東側斜面に沿って下っていくルートが選択されることになり着工された。しかし、第二次世界大戦の戦局悪化により工事は一時中断された。この時点で土倉トンネルは既に貫通していた。
大戦後、1948年（昭和23年）9月にアイオン台風によって山田線が大きな被害を受けると、三陸海岸方面への鉄道連絡を早期に回復させるために釜石線の工事が再開されることになり、12月に再着工した。1950年（昭和25年）10月10日に全線が開通し、これに伴い当駅も開業した。

### 年表
- 1950年（昭和25年）10月10日：国鉄釜石線 足ケ瀬 - 陸中大橋間の開通時に開業[2]。一般駅[5]。
- 1971年（昭和46年）10月1日：専用線発着を除く貨物の取り扱いを廃止[5]。
- 1984年（昭和59年）2月1日：荷物の取り扱いを廃止[5]。
- 1987年（昭和62年）4月1日：国鉄分割民営化により、東日本旅客鉄道（JR東日本）と日本貨物鉄道（JR貨物）の駅となる[5]。
- 1993年（平成5年）
  - 4月1日：JR貨物の駅が廃止[5]。釜石鉱山株式会社の石灰石鉱山へ続く専用線が駅から分岐していた。
  - 10月1日：CTC化により無人化[3]、交換設備撤去。上有住駅長が廃止され、釜石駅長管理下となる。
- 2024年（令和6年）10月1日：えきねっとQチケのサービスを開始[1][6]。

## 駅構造
単式ホーム1面1線を有する地上駅で、釜石駅管理の無人駅である。以前は、島式ホーム1面2線を有する有人駅であった。現在は有人駅時代の駅舎も取り壊され、簡素な待合所だけになっている。

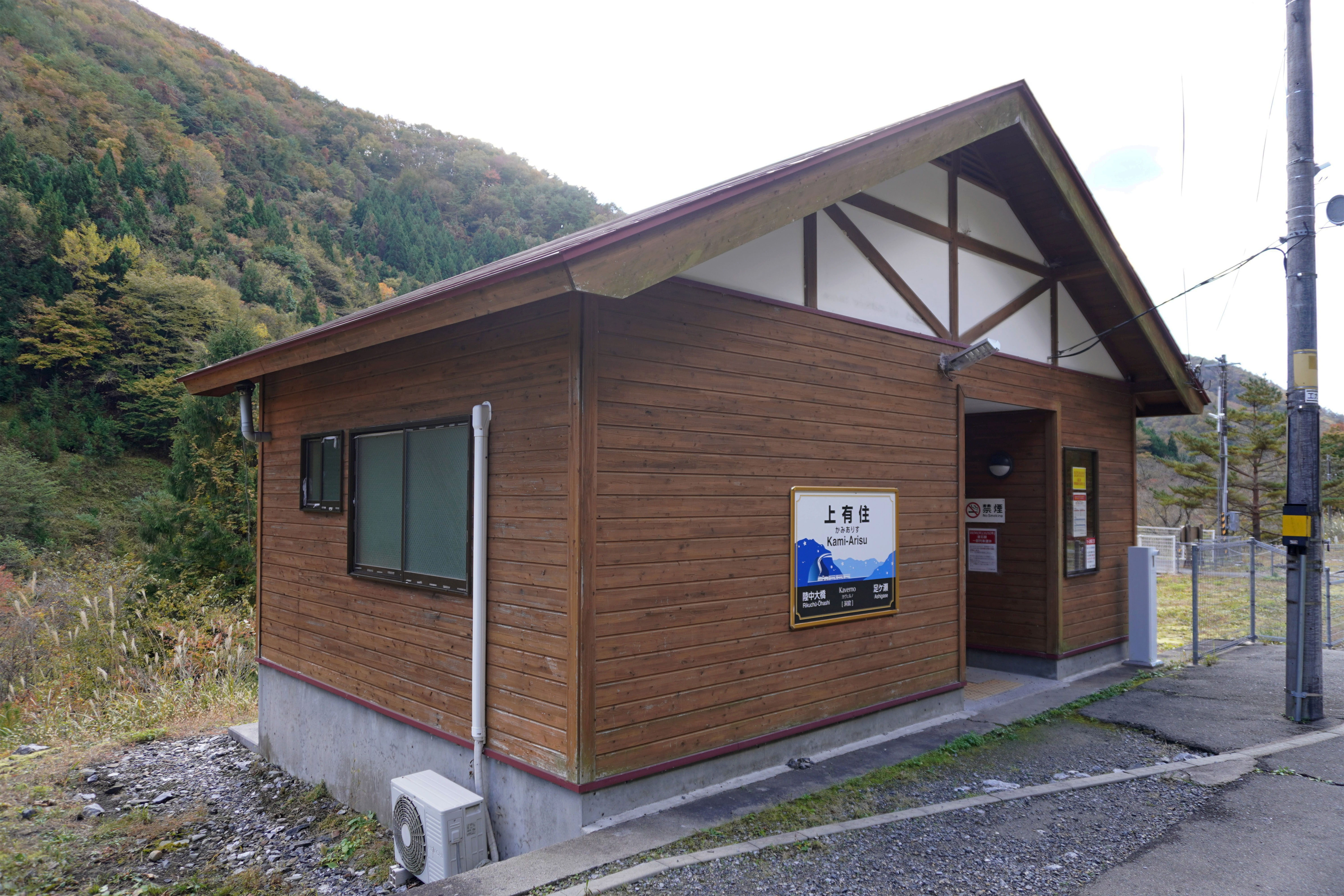
待合室外観（2023年10月）
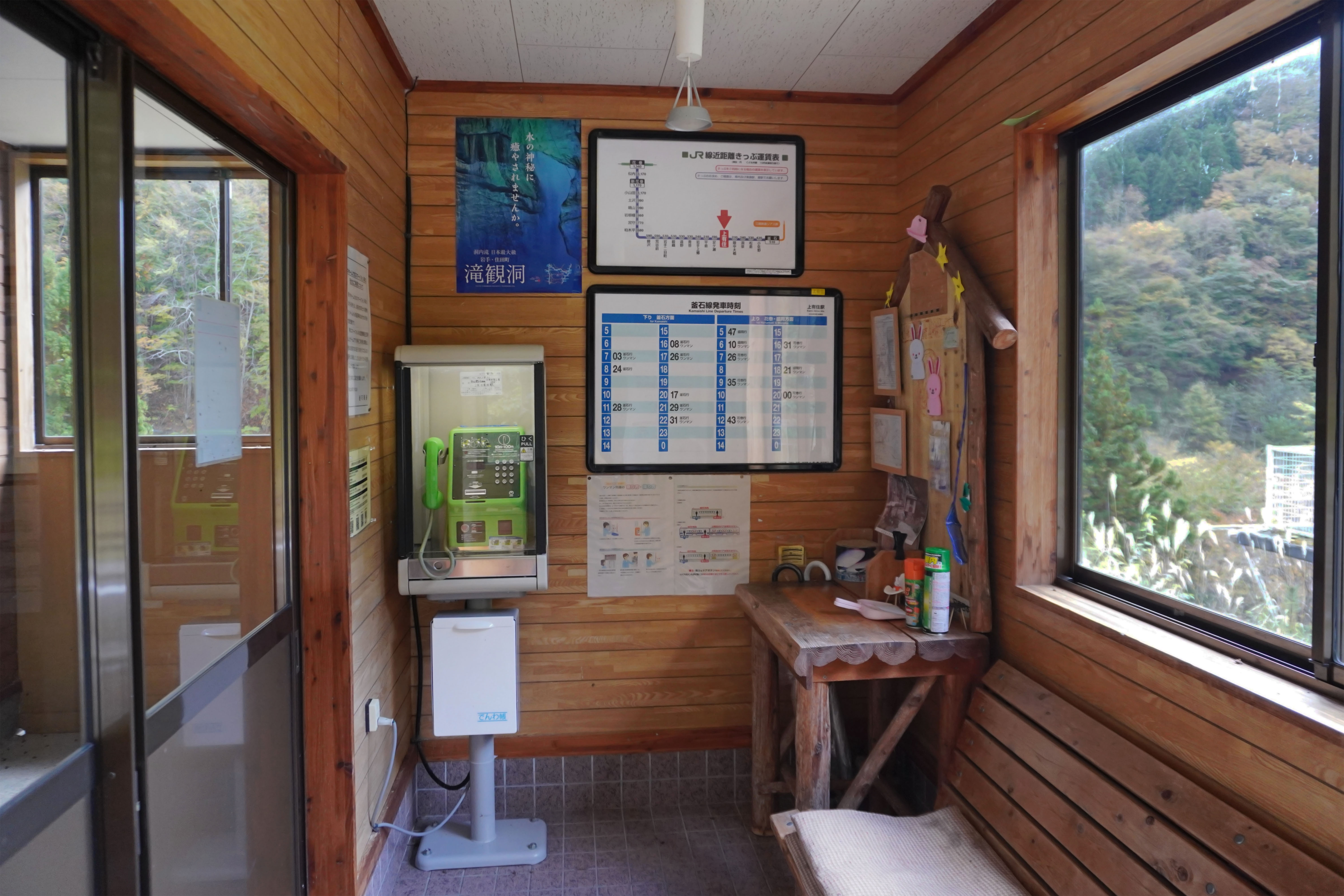
待合室内（2023年10月）
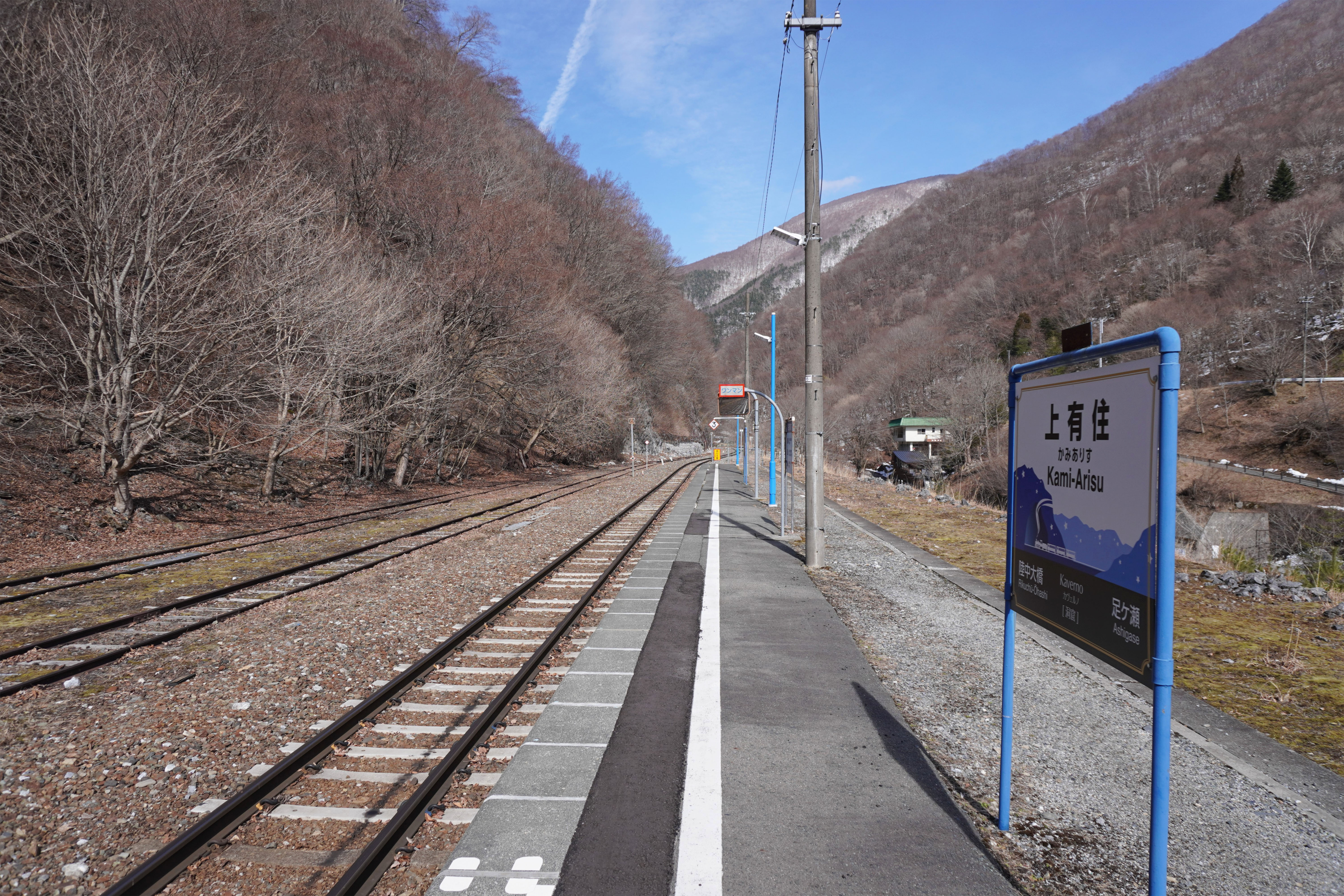
ホーム（2024年3月）

## 駅周辺
西隣の足ケ瀬駅との間で栗ノ木峠を足ケ瀬トンネルで抜けており、また東隣の陸中大橋駅との間では土倉峠の下を土倉トンネルで抜けている。このことから、当駅は釜石線で唯一気仙川流域に所在する駅となっている。
当駅は住田町唯一の鉄道駅だが、町役場のある中心部の世田米地区からは離れている。駅周辺は険しい山々に囲まれており、人家もわずかに存在する程度。
- 気仙川
- 県道167号釜石住田線
- 釜石自動車道（仙人峠道路） 滝観洞インターチェンジ
- 滝観洞・白蓮洞
- 住田町コミュニティバス「上有住駅」停留所

## その他
- エスペラントによる、「Kaverno（カヴェルノ：洞窟）」という愛称がついている。当駅は両端を長大なトンネルで挟まれている。

## 隣の駅
東日本旅客鉄道（JR東日本）
■釜石線
□快速「はまゆり」
通過
■普通
足ケ瀬駅 - 上有住駅 - 陸中大橋駅